# Osovec
Osovec (dříve též Vosovec, Usovec či Malý Vosov) je vesnice, část obce Osov v okrese Beroun ve Středočeském kraji, se kterou sousedí a stavebně splynula. Vesnice leží na silnici II/115 mezi Vižinou a Osovem.

## Název
Název pochází podle menšího množství osévaných pozemků, než u sousední vsi, Osova.

## Historie
První písemná zmínka o vesnici pochází z roku 1379.

## Obyvatelstvo
| Rok            | 1869 | 1880 | 1890 | 1900 | 1910 | 1921 | 1930 | 1950 | 1961 | 1970 | 1980 | 1991 | 2001 | 2011 | 2021 |
| -------------- | ---- | ---- | ---- | ---- | ---- | ---- | ---- | ---- | ---- | ---- | ---- | ---- | ---- | ---- | ---- |
| Počet obyvatel | 193  | 201  | 191  | 212  | 180  | 198  | 177  | 105  | 113  | 100  | 99   | 85   | 82   | 77   | 89   |
| Počet domů     | 26   | 26   | 30   | 32   | 33   | 40   | 39   | 40   | 40   | 33   | 31   | 41   | 49   | 46   | 48   |